# 129 TCN
Năm 129 TCN là một năm trong lịch Julius. 